# تسبر (استان اشوی‌داشکسیه)
تسبر (به لهستانی: Ceber) یک منطقهٔ مسکونی در لهستان است که در گمینا بوگوریا واقع شده‌است. تسبر ۳۰۷٫۶ متر بالاتر از سطح دریا واقع شده‌است.